# FreeMat
FreeMat ist eine Programmierumgebung und eine Skriptsprache zur numerischen Lösung und Darstellung mathematischer Probleme, wie z. B. Matrizenrechnung, Lösen von linearen Gleichungssystemen, Integration, Darstellung von Kurvenscharen usw. Es ist zu einem großen Teil mit dem proprietären MATLAB kompatibel, im Gegensatz dazu jedoch, wie GNU Octave, freie Software.
FreeMat unterstützt das Dateiformat und die Syntax von MATLAB und verwendet einige Konzepte von Interactive Data Language (IDL) wie zum Beispiel Referenzparameter. Darüber hinaus hat FreeMat eine Schnittstelle zu C, C++, und Fortran, erlaubt die Entwicklung paralleler verteilter Algorithmen (mit Message Passing Interface) und bietet grafische Darstellungsmöglichkeiten, auch in 3D.